# Placogorgia graciosa
Placogorgia graciosa är en korallart som beskrevs av Tixier-Durivault och Jean-Loup d'Hondt 1975. Placogorgia graciosa ingår i släktet Placogorgia och familjen Plexauridae. Inga underarter finns listade i Catalogue of Life.